# RB VCARB 01
O RB VCARB 01 é um modelo de carro de Fórmula 1 construído pela RB para o Campeonato Mundial de Fórmula 1 de 2024. É o primeiro chassi construído e projetado pela equipe sob o nome RB, já que até 2023, a equipe se chamava AlphaTauri. O carro foi pilotado por Daniel Ricciardo e Yuki Tsunoda, com Liam Lawson substituindo Ricciardo, que deixou a equipe após o Grande Prêmio de Cingapura de 2024, nas seis corridas finais da temporada. Ayumu Iwasa foi o piloto reserva, e também pilotou o modelo durante os treinos livres das etapas do Japão e de Abu Dhabi.
O VCARB 01 foi o primeiro modelo lançado sob a gestão de Laurent Mekies, que assumiu a chefia da AlphaTauri/RB em 2023. Seu lançamento foi em um evento privado em Las Vegas, em 9 fevereiro de 2024, e inicialmente, apenas a pintura foi divulgada. O carro era predominantemente azul metálico, com detalhes em branco perolado e em vermelho, adotado por conta da patrocinadora polonesa Orlen, e que rendeu comparações ao design dos carros da Toro Rosso, antigo nome da RB. Uma pintura especial foi lançada para o Grande Prêmio de Las Vegas de 2024, denominada Cash App Visa Glitter Card em que era inserido um tom degradê de verde água e azul nas partes que eram anteriormente brancas, e sobreposição em glitter.
O modelo fez sua estreia competitiva no Grande Prêmio do Bahrein de 2024, e os críticos rapidamente trataram o modelo como um dos piores do grid. O carro conseguiu uma volta mais rápida, de Ricciardo, embora ela não tenha rendido o ponto extra por que o australiano estava fora do Top-10. Com o VCARB 01, a RB somou 46 pontos, com trinta vindo de Tsunoda, doze de Ricciardo e apenas quatro de Lawson, com a RB alcançando o oitavo lugar no mundial de construtores.